# Batitraje
El Bat-traje (Batsuit en inglés) es el disfraz que viste el personaje de cómic Batman creado por los estadounidenses Bob Kane y Bill Finger, publicado por la editorial DC Comics. 
Básicamente es un traje que recubre todo su cuerpo y cuenta además con una máscara y una capa que le permiten planear. Batman lleva este traje tanto para ocultar su identidad como para asustar a los criminales en su papel de vigilante clandestino. La mayoría de las versiones del Bat-traje incorporan algún tipo de armadura, y con frecuencia una máscara con lentes de visión nocturna, varios filtros de gas, y otras herramientas de combate. Todas las versiones del uniforme llevan un cinturón de armas no dañinas que lo ayudan a combatir el crimen.

## Origen
Mientras pensaba cómo podría convertirse en un luchador más eficaz, Bruce Wayne vio un murciélago en su ventana (en la primera serie de Detective Comics es retratado simplemente cómo un murciélago que rompe su ventana, y en la continuidad post-Crisis, y Batman: año uno, se modifica esto). Al ver que «Los criminales son personas con muchos temores» Bruce adopta la personalidad de un murciélago con el fin de ocultar su identidad y provocarle miedo a sus adversarios. En historietas posteriores se ha visto a Bruce Wayne siendo aterrorizado por murciélagos, lo que provoca que de adulto Bruce tome la personalidad de un murciélago para provocarles a los criminales el mismo miedo que él sintió.

## Descripción
El Bat-traje cuenta con una máscara negra que tiene dos cuernos por encima de las orejas, además de que la máscara se une con una capa negra, esta última ayuda a Batman a planear y en algunos cómics la usa para confundir a los criminales. Tiene unos guantes con tres púas que le ayudan a herir a sus adversarios; en Batman Begins se muestra que Ra's Al Ghul creó este tipo de guantes para que pudieran evadir los golpes y al mismo tiempo lastimar sus adversarios. También tiene unas botas negras y un cinturón de utilidad con armas no letales que lo ayudan a derrotar a sus adversarios. El resto del traje es de color gris con un enorme murciélago negro en el pecho.

### Traje básico
El traje básico de Batman es cómo el de cualquier otro superhéroe, una capa y una máscara aunque debido al avance de la tecnología en Estados Unidos fueron modificadas ciertas cosas al traje, por ejemplo al traje se le pegaron pedazos de chalecos antibalas para evitar ser dañado por los criminales, durante principios del 2000 el traje pasó a ser una armadura y era imposible perforarla.

### Capa
Para crear el diseño de la capa, Bob Kane se basó en el arte de Leonardo da Vinci. La capa es de gran utilidad para Batman, puesto a que le sirve para planear, en ningún cómic se muestra el porqué, esta capa puede expandirse y permitirle a Batman volar aunque en Batman Begins se muestra que la capa está hecha de varias telas, las cuales provocan que la capa sea vulnerable a la más mínima cantidad de electricidad, lo cual conlleva a que la capa se expanda cuando sea electrificada, Batman usa esto a su favor, puesto a que el aire tiene cargas eléctricas, y deduce que cuando brinque de un edificio la capa se expandiera y podrá planear.

### Cinturón
Batman posee un cinturón, el cual tiene muchos compartimentos donde Batman guarda armas, pero debido a su filosofía de no asesinar gente, usa armas no letales como Batarangs, pequeños bumeranes o shurikens con forma de murciélago, que en ciertas ocasiones poseen una especie de tranquilizante. Además el cinturón posee herramientas que lo ayudaran en su camino, como es el caso de unos lentes de visión nocturna o la Bat-Linterna.

### Variantes
Batman mantiene variantes trajes para tratar con situaciones extraordinarias; por ejemplo, en una ocasión crea un traje anti-llamas para poder tratar con Firefly, o un traje térmico para no ser congelado por Sr. Frío. Además de estas variantes a lo largo de los años ha presentado trajes alternativos — Cómo es el caso del traje de Sinestro — o trajes en los que sólo varia el color.

## Armadura
El traje de Batman ha sido actualizado varias veces con el fin de reflejar los avances en la tecnología. Originalmente, el traje no contenía ninguna armadura protectora. Sin embargo, el advenimiento del mundo real de las diversas formas de transformar los materiales de protección personal, como es el caso del Kevlar, ya que cuando disparas al Kevlar la bala rebotara con más fuerza e impulso, Bruce ha llevado diversas armaduras a lo largo de los cómics, y en algunos medios el murciélago que tiene en el pecho es también hecho de Kevlar. A pesar de que la armadura de Batman siempre resiste cualquier tipo de disparos, hay ocasiones donde logran atravesarlo. En la película de 1989 Batman, uno de los hombres del Joker dispara a Batman y logra perforar su armadura. En Batman y Robin, el traje también incluye un cuello corsé y otros refuerzos preventivos, después de recuperarse de su lesión de la médula espinal (después del ataque de Bane), Batman reforzó la armadura con un material especial para amortiguar los choques y enormes impactos, junto con un duró metal encontrado en la médula espinal, para evitar que le hagan más daño o que él se lo haga a él mismo.

## En otros medios

### Universo extendido de DC
- Michael Wilkinson diseñó el vestuario de Batman en Batman v Superman: Dawn of Justice (2016).[29] El director Zack Snyder tuiteó una foto del primer Batitraje de la película el 13 de mayo de 2014.[30] Está influenciado por el Batitraje visto en The Dark Knight Returns.[31] Bruce y Alfred señalan que incluyen una armadura adicional para compensar la mayor edad de Bruce, así como un dispositivo en la capucha para alterar la voz de Bruce cuando está en el traje. El traje está hecho de un tejido de Kevlar-titanio, es muy duradero, lo que lo hace resistente a cuchillos y armas de fuego de bajo calibre, el área de la capucha y el cuello del traje consiste en un revestimiento de aleación de titanio recubierto de tela, que protege su cuello y cabeza de la hoja. lesiones y armas de fuego de pequeño calibre (un hombre que usa un cuchillo solo puede hacer que salten chispas cuando intenta apuñalar a Batman en la parte posterior del cuello). Ni siquiera las balas pueden perforar el traje a quemarropa, pero algunas áreas son algo vulnerables ya que un matón puede apuñalar a Batman con un cuchillo en la parte superior del brazo. Un segundo traje de murciélago fue presentado en ComicCon 2014, y a diferencia del primero que está hecho de tela, está blindado y presenta ojos blancos iluminados. En la película, la armadura de Batman es un exoesqueleto motorizado construido por él y Alfred Pennyworth para contrarrestar la fuerza de Superman, así como para proteger a Batman de los ataques de Superman. También está armado con un lanzagranadas para disparar granadas de gas de Kryptonita y una lanza de kryptonita, los cuales son necesarios para debilitar a Superman hasta el punto en que Batman puede luchar contra él directamente. La armadura se daña en la pelea con Superman, lo que hace que Batman vuelva a su traje habitual cuando se marcha para salvar a Martha Kent de sus secuestradores.
- En Escuadrón suicida (2016), Bruce volvió a usar el Batitraje dos veces en la película donde capturó a Deadshot y Harley Quinn.
- En Liga de la Justicia (2017), debido a la paranoia de ataque de Bruce, el Batitraje tiene varias piezas adicionales de armadura, sobre todo en el brazo y el bíceps. La capucha es más alargada y el traje en general tiene una textura más clara. En la batalla final en el clímax, Bruce se pone el traje de combate táctico. Este Batitraje consiste en placas blindadas de titanio sobre un traje de piel ignífugo. La capucha también presenta pequeñas placas blindadas en las orejas, y Bruce también usa gafas, similar a Nite Owl de la franquicia Watchmen.